# Sasanka baldenská
Sasanka baldenská (Anemone baldensis) je druh rostliny z čeledi pryskyřníkovité (Ranunculaceae).

## Popis
Jedná se o vytrvalou rostlinu dorůstající nejčastěji výšky 5–15 cm s podzemním oddenkem. Lodyha je přímá, chlupatá, na vrcholu zpravidla jen s jedním květem. Přízemní listy jsou dlouze řapíkaté, trojčetné, lístky trojsečné. Lodyžní listy (nebo listeny, záleží na interpretaci) jsou v trojčetném přeslenu v dolní polovině lodyhy, trojčetné, podobné přízemním. Květy jsou bílé, asi 2,5–4 cm v průměru, vně plstnaté. Okvětních lístků (ve skutečnosti se ale jedná o petalizované (napodobující korunu) kališní lístky a koruna chybí) jsou bílé, nejčastěji jich bývá 8–10. Kvete v květnu až v srpnu. Tyčinek je mnoho. Gyneceum je apokarpní, pestíků je mnoho. Plodem je nažka, která je chlupatá, dole s čupřinou bílých chlupů, které přesahují délku nažky. Čnělka se po dokvětu neprodlužuje. Nažky jsou uspořádány do souplodí.

## Rozšíření
Anemone baldensis je evropský druh, roste v Alpách, přesahuje do hor býv. Jugoslávie na JV po Černou Horu V České republice ani na Slovensku neroste. Nejblíže k ČR roste v rakouských Alpách.